# Pelochyta brunnitricha
Pelochyta brunnitricha är en fjärilsart som beskrevs av Embrik Strand 1919. Pelochyta brunnitricha ingår i släktet Pelochyta och familjen björnspinnare. Inga underarter finns listade i Catalogue of Life.